# Crainte et Tremblement

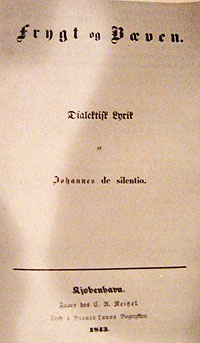
Page de titre de l'édition originale.

Crainte et Tremblement (Frygt og Bæven) est un essai du philosophe danois Søren Kierkegaard, publié le 16 octobre 1843 sous le pseudonyme de Johannes de Silentio (Jean le Silencieux). Le titre de l'ouvrage vient de l'épître aux Philippiens : « Ainsi, mes bien-aimés, comme vous avez toujours obéi, travaillez à votre salut avec crainte et tremblement, non seulement comme en ma présence, mais bien plus encore maintenant que je suis absent ».
Abraham, lorsqu'il part en montagnes pour sacrifier son fils Isaac, est-il un simple meurtrier ou non ? Le philosophe allemand Hegel disait à son sujet qu'il était le « père de la foi », mais son acte entre-t-il en contradiction avec les conceptions éthiques et morales de ce dernier ?
Telle est la question de cet ouvrage qui a pour thématique de montrer la discontinuité qui peut exister entre l'éthique et la foi. L'éthique vise le général, tel des préceptes généraux comme « tu ne dois pas tuer », etc. auxquels tout humain peut se conformer. De ce point de vue, celui qui tue son fils — ou qui est prêt à le faire — est un meurtrier.
La foi par contre joue à un niveau différent, beaucoup plus personnel. À ce niveau-là n'existent pas de paroles pour expliquer ou justifier des actes qu'on accomplit. Ainsi, la foi comporte des paradoxes inexplicables, comme Abraham à qui Dieu a promis une progéniture nombreuse et à qui il commande maintenant de sacrifier son seul fils : Abraham part pour le sacrifice, prêt à le faire, tout en croyant — paradoxalement pour la raison, ou comme le dit l'auteur « en vertu de l'absurde » — qu'il gardera son fils.
L'éthique — est-ce là une critique ? — n'aurait pas d'explication adéquate pour cet acte d'Abraham, père de la foi.